# Landeserdbebendienst Baden-Württemberg

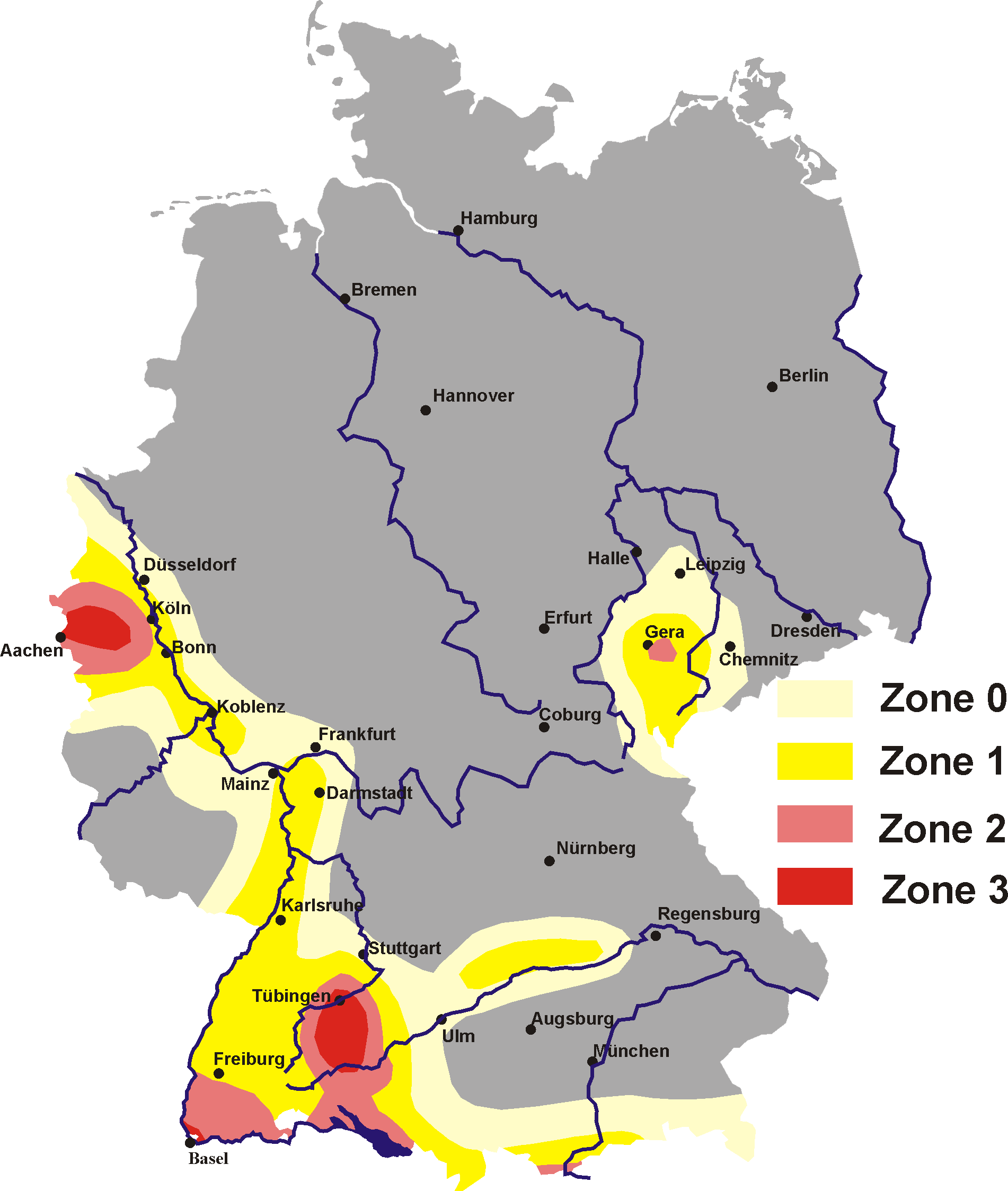
Erdbebenzonen in Deutschland

Der Landeserdbebendienst Baden-Württemberg (LED) ist eine Einrichtung des
Landesamts für Geologie, Rohstoffe und Bergbau (LGRB) in Freiburg im Breisgau. Er stellt unter anderem aktuelle Erdbebeninformationen zur Verfügung.
Die Messungen erfolgen in ständiger Zusammenarbeit mit benachbarten Institutionen im In- und Ausland, etwa dem Schweizerischen Erdbebendienst. Seit 2011 bilden die Landeserdbebendienste von Baden-Württemberg und Rheinland-Pfalz zusammen den Verbund Erdbebendienst Südwest.

## Weblink
- Website des LGRB